# Équipe du Bhoutan de football
Cet article traite de l'équipe masculine. Pour l'équipe féminine, voir Équipe du Bhoutan féminine de football.
Maillots
Actualités
L'équipe du Bhoutan de football est une sélection des meilleurs joueurs bhoutanais sous l'égide de la Fédération du Bhoutan de football. Son stade pour les rencontres officielles est le stade Changlimithang situé à Thimphou.

## Histoire
L'équipe du Bhoutan dispute son premier match dans les années 1980. La fédération du Bhoutan de football rejoint la Confédération asiatique en 1993, puis la FIFA en 2000. Le Bhoutan dispute le tour préliminaire à la Coupe d'Asie des nations de football 2000 et enregistre une défaite historique sur le score de 20-0 face au Koweït.
La première victoire des bhoutanais a lieu au stade Changlimithang de Thimphou le 30 juin 2002, jour de la finale de la Coupe du monde. Ils prennent part à une rencontre opposant les deux dernières équipes du classement mondial de la FIFA. Le Bhoutan, alors 202e, est opposé à Montserrat, classé 203e et dernier. Les bhoutanais, entraînés par le néerlandais Arie Schans, s'imposent sur le score de quatre buts à zéro, grâce notamment à un hat-trick de leur capitaine Wangyel Dorji,. Ce match a fait l'objet d'un documentaire de Johan Kramer, intitulé L'Autre Finale. La 2e victoire de l'histoire de la sélection est obtenue à domicile le 3 avril 2003 contre Guam, sur le score de 6 à 0, dans le cadre des qualifications pour la Coupe d'Asie 2004, en outre elle constitue à ce jour le plus large succès de l'histoire du pays. L'équipe du Bhoutan dispute la coupe d'Asie du Sud de football depuis 2003 et l'AFC Challenge Cup depuis la première édition, qui s'est tenue en 2006. Trois matchs amicaux contre l'équipe des Îles Marshall et du Tibet a vu le Bhoutan acquérir deux victoires et un match nul.
Cependant, les matchs ne comptent pas dans les statistiques internationales officielles, les Îles Marshall ne sont pas membre de la FIFA ni de l'OFC, le Tibet n'est pas membre de la FIFA ni de l'AFC et ainsi ces matchs ne comptent pas dans les classements officiels de la FIFA. Ils enregistrent la 3e victoire officielle de leur histoire durant la coupe d'Asie du Sud de football 2008, organisée par la SAFF, en s'imposant face à l'Afghanistan sur le score de trois buts à un.
Fin 2014, l'équipe entraînée par l'ancien international Chokey Nima est 209e et dernière du classement FIFA. En 2015, la Fédération du Bhoutan de football décide de soutenir certains joueurs du « onze au dragon » en leur versant un salaire mensuel de 10 000 ngultrum (environ 150 euros). La plupart des joueurs de l'équipe nationale sont étudiants. Le capitaine, Karma Shedrup, exerce le métier de pilote de ligne. Chencho Gyeltshen, le seul professionnel du groupe, évolue au Buriram United, un club disputant le championnat de Thaïlande,. À partir de mars 2015, l'équipe prend part aux éliminatoires de la zone Asie pour la Coupe du monde 2018. Le premier tour voit s'affronter les douze pays de la zone les moins bien placés. Avant de rencontrer l'équipe du Sri Lanka, 174e du classement mondial, en matchs aller-retour, les bhoutanais s'entraînent durant un mois en Thaïlande afin de s'acclimater à la chaleur. Lors du match aller, qui a lieu à l'extérieur, le Bhoutan s'impose 1-0 grâce à un but de Tshering Dorji. L'équipe, qui disputait son premier match qualificatif pour une Coupe du monde, enregistre sa 4e victoire en 59 rencontres. Le Bhoutan l'emporte 2-1 lors du match retour disputé à Thimphou grâce à un doublé de Chencho Gyeltshen. La sélection himalayenne se qualifie (3-1 sur l'ensemble des deux matches) pour le 2e tour des éliminatoires. Lors de leur tout premier match de phase de groupes de leur histoire, le Bhoutan subit une énorme claque sur le terrain de Hong Kong (0-7). Il termine finalement dernier de son groupe, avec un bilan de 8 défaites en autant de rencontres disputées (dont certaines sur un score très lourd en déplacement contre le Qatar 0-15 et la Chine 0-12) et 5 buts inscrits (tous contre les Maldives) contre 52 encaissés. Malgré ce bilan largement négatif, le Bhoutan a fait preuve de combativité, offrant une belle résistance en manquant de peu de prendre les premiers points de son histoire à domicile contre Hong Kong lors du match retour (défaite 0-1 en toute fin de match) et face aux Maldives (3-4 à domicile à l'aller, 2-4 à l'extérieur au retour).
L'équipe du Bhoutan, grâce à sa victoire sur le Bangladesh lors du 2e tour de barrages (en) (0-0 à l'extérieur à l'aller, succès 3-1 à domicile lors du match retour), obtient le droit de disputer le 3e tour qualificatif pour la Coupe d'Asie des nations 2019 (en). Il est reversé dans le groupe D (en) avec Oman, la Palestine et une nouvelle fois les Maldives. Le 10 octobre 2017, au bout de quatre journées, le Bhoutan compte autant de défaites que de rencontres disputées et pointe à la dernière place de son groupe, avec aucun but inscrit contre 28 encaissés. Un bilan qui élimine mathématiquement la sélection himalayenne de la course à la qualification pour la prochaine Coupe d'Asie. Le 14 novembre 2017, le Bhoutan achève ses matchs qualificatifs à domicile avec les honneurs, en inscrivant deux buts contre Oman et en ayant longtemps fait douter cette dernière tout au long de la rencontre (défaite 2-4).
Lors du 1er tour qualificatif pour la Coupe du monde 2022, le Bhoutan affronte Guam dans l'espoir de rééditer sa performance réalisée quatre ans plus tôt à ce même stade de la compétition contre le Sri Lanka qu'elle avait battu à deux reprises et éliminé. Au match aller le 6 juin 2019, le Bhoutan s'impose à domicile sur la plus petite des marges (1-0). La sélection himalayenne est cependant sèchement défaite 5 jours plus tard à l'extérieur lors du match retour (0-5) et ne parvient pas à se qualifier pour le tour suivant.

## Tenue par année
Domicile
| 2000 | 2010 | 2014 | 2015– |

Extérieur
| 2000 | 2014 | 2015– |

## Palmarès

### Classement FIFA
| Année              | 2000 | 2001 | 2002 | 2003 | 2004 | 2005 | 2006 | 2007 | 2008 | 2009 | 2010 | 2011 | 2012 | 2013 | 2014 | 2015 | 2016 | 2017 | 2018 | 2019 | 2020 | 2021 | 2022 | 2023 | 2024 |
| ------------------ | ---- | ---- | ---- | ---- | ---- | ---- | ---- | ---- | ---- | ---- | ---- | ---- | ---- | ---- | ---- | ---- | ---- | ---- | ---- | ---- | ---- | ---- | ---- | ---- | ---- |
| Classement mondial | 201  | 202  | 199  | 187  | 187  | 190  | 192  | 198  | 187  | 196  | 197  | 202  | 207  | 207  | 209  | 188  | 177  | 187  | 186  | 189  | 189  | 185  | 185  | 184  | 182  |

### Parcours enCoupe du monde
| Année | Position     |      | Année        | Position |                   | Année | Position |
| 1930  | Non inscrite | 1974 | Non inscrite | 2010     | Forfait           |       |          |
| 1934  | Non inscrite | 1978 | Non inscrite | 2014     | Non inscrite      |       |          |
| 1938  | Non inscrite | 1982 | Non inscrite | 2018     | Tour préliminaire |       |          |
| 1950  | Non inscrite | 1986 | Non inscrite | 2022     | Tour préliminaire |       |          |
| 1954  | Non inscrite | 1990 | Non inscrite | 2026     | Tour préliminaire |       |          |
| 1958  | Non inscrite | 1994 | Non inscrite | 2030     | À venir           |       |          |
| 1962  | Non inscrite | 1998 | Non inscrite | 2034     | À venir           |       |          |
| 1966  | Non inscrite | 2002 | Non inscrite |          |                   |       |          |
| 1970  | Non inscrite | 2006 | Non inscrite |          |                   |       |          |

### Parcours enCoupe d'Asie
| Année | Position     |      | Année         | Position |                        | Année | Position |
| 1956  | Non inscrite | 1984 | Non inscrite  | 2011     | Tour préliminaire      |       |          |
| 1960  | Non inscrite | 1988 | Non inscrite  | 2015     | Non inscrite           |       |          |
| 1964  | Non inscrite | 1992 | Non inscrite  | 2019     | Tour préliminaire      |       |          |
| 1968  | Non inscrite | 1996 | Non inscrite  | 2023     | Tour préliminaire      |       |          |
| 1972  | Non inscrite | 2000 | Non qualifiée | 2027     | Éliminatoires en cours |       |          |
| 1976  | Non inscrite | 2004 | Non qualifiée |          |                        |       |          |
| 1980  | Non inscrite | 2007 | Non inscrite  |          |                        |       |          |

### Parcours enAFC Challenge Cup
- 2006 : 1er tour
- 2008 : Tour préliminaire
- 2010 : Tour préliminaire
- 2012 : Tour préliminaire
- 2014 : Non inscrit

### Parcours enCoupe d'Asie du Sud
- 1993 à 1999 : Non inscrit
- 2003 : 1er tour
- 2005 : 1er tour
- 2008 : Demi-finaliste
- 2009 : 1er tour
- 2011 : 1er tour
- 2013 : 1er tour
- 2015 : 1er tour
- 2018 : 1er tour
- 2021 : Forfait
- 2023 : 1er tour
- 2026 : À venir

## Premiers matchs du Bhoutan avant d’être affilié à la FIFA et matchs du Bhoutan depuis 2000
Voici le tableau récapitulatif des matchs du Bhoutan depuis 1982 à 1999, répertorié par la FBF, et depuis 2000, répertorié par la FIFA.
| Date              | Lieu                       | Équipe  | Résultat | Adversaire               |
| ----------------- | -------------------------- | ------- | -------- | ------------------------ |
| Avril 1982        | Katmandou Népal            | Bhoutan | 1-3      | Équipe Militaire Kunming |
| Avril 1982        | Katmandou Népal            | Bhoutan | 1-3      | Népal                    |
| 18 septembre 1984 | Katmandou Népal            | Bhoutan | 0-2      | Bangladesh               |
| 20 septembre 1984 | Katmandou Népal            | Bhoutan | 0-5      | Népal                    |
| 21 septembre 1984 | Katmandou Népal            | Bhoutan | 0-1      | Maldives                 |
| 22 décembre 1985  | Dacca Bangladesh           | Bhoutan | 0-1      | Népal                    |
| 23 décembre 1985  | Dacca Bangladesh           | Bhoutan | 0-3      | Inde                     |
| 5 juin 1986       | Katmandou Népal            | Bhoutan | 1-6      | Guangzhou                |
| juin 1986         | Katmandou Népal            | Bhoutan | 0-4      | Népal                    |
| juin 1986         | Katmandou Népal            | Bhoutan | Nul      | Hong Kong Gurkhas        |
| juin 1986         | Katmandou Népal            | Bhoutan | Nul      | Népal Youth              |
| 22 novembre 1987  | Calcutta Inde              | Bhoutan | 0-3      | Bangladesh               |
| 23 novembre 1987  | Calcutta Inde              | Bhoutan | 2-6      | Népal                    |
| 26 septembre 1999 | Katmandou Népal            | Bhoutan | 0-7      | Népal                    |
| 28 septembre 1999 | Katmandou Népal            | Bhoutan | 0-3      | Inde                     |
| 30 septembre 1999 | Katmandou Népal            | Bhoutan | 1-2      | Pakistan                 |
| janvier 2000      | Katmandou Népal            | Bhoutan | 0-6      | Soongsil Université      |
| 26 janvier 2000   | Katmandou Népal            | Bhoutan | 0-1      | Nepal Red                |
| 12 février 2000   | Koweït                     | Bhoutan | 0-3      | Népal                    |
| 14 février 2000   | Koweït                     | Bhoutan | 0-20     | Koweït                   |
| 16 février 2000   | Koweït                     | Bhoutan | 0-8      | Turkménistan             |
| 18 février 2000   | Koweït                     | Bhoutan | 2-11     | Yémen                    |
| 28 avril 2001     | Dacca Bangladesh           | Bhoutan | 0-3      | Bangladesh               |
| 30 juin 2002      | Thimphou Bhoutan           | Bhoutan | 4-0      | Montserrat               |
| 27 décembre 2002  | Thimphou Bhoutan           | Bhoutan | 0-1      | Bangladesh               |
| 2 janvier 2003    | Thimphou Bhoutan           | Bhoutan | 0-5      | Bangladesh               |
| 11 janvier 2003   | Dacca Bangladesh           | Bhoutan | 0-6      | Maldives                 |
| 13 janvier 2003   | Dacca Bangladesh           | Bhoutan | 0-2      | Népal                    |
| 15 janvier 2003   | Dacca Bangladesh           | Bhoutan | 0-3      | Bangladesh               |
| 23 avril 2003     | Thimphou Bhoutan           | Bhoutan | 6-0      | Guam                     |
| 27 avril 2003     | Thimphou Bhoutan           | Bhoutan | 0-0      | Mongolie                 |
| 6 octobre 2003    | Djeddah Arabie saoudite    | Bhoutan | 0-2      | Indonésie                |
| 8 octobre 2003    | Djeddah Arabie saoudite    | Bhoutan | 0-6      | Arabie saoudite          |
| 10 octobre 2003   | Djeddah Arabie saoudite    | Bhoutan | 0-8      | Yémen                    |
| 13 octobre 2003   | Djeddah Arabie saoudite    | Bhoutan | 0-2      | Indonésie                |
| 15 octobre 2003   | Djeddah Arabie saoudite    | Bhoutan | 0-4      | Arabie saoudite          |
| 17 octobre 2003   | Djeddah Arabie saoudite    | Bhoutan | 0-4      | Yémen                    |
| 8 décembre 2005   | Karachi Pakistan           | Bhoutan | 0-3      | Bangladesh               |
| 10 décembre 2005  | Karachi Pakistan           | Bhoutan | 0-3      | Inde                     |
| 12 décembre 2005  | Karachi Pakistan           | Bhoutan | 1-3      | Népal                    |
| 2 avril 2006      | Chittagong Bangladesh      | Bhoutan | 0-2      | Népal                    |
| 4 avril 2006      | Chittagong Bangladesh      | Bhoutan | 0-1      | Sri Lanka                |
| 6 avril 2006      | Chittagong Bangladesh      | Bhoutan | 0-0      | Brunei                   |
| 31 octobre 2007   | Gangtok Inde               | Bhoutan | 2-2      | Tibet                    |
| 2 novembre 2007   | Gangtok Inde               | Bhoutan | 3-0      | Tibet                    |
| 13 mai 2008       | Barotac Philippines        | Bhoutan | 1-3      | Tadjikistan              |
| 15 mai 2008       | Barotac Philippines        | Bhoutan | 1-1      | Brunei                   |
| 17 mai 2008       | Barotac Philippines        | Bhoutan | 0-3      | Philippines              |
| 4 juin 2008       | Colombo Sri Lanka          | Bhoutan | 1-1      | Bangladesh               |
| 6 juin 2008       | Colombo Sri Lanka          | Bhoutan | 0-2      | Sri Lanka                |
| 8 juin 2008       | Colombo Sri Lanka          | Bhoutan | 3-1      | Afghanistan              |
| 11 juin 2008      | Malé Maldives              | Bhoutan | 1-2 a.p. | Inde                     |
| 14 avril 2009     | Malé Maldives              | Bhoutan | 0-1      | Philippines              |
| 16 avril 2009     | Malé Maldives              | Bhoutan | 0-7      | Turkménistan             |
| 18 avril 2009     | Malé Maldives              | Bhoutan | 0-5      | Maldives                 |
| 29 novembre 2009  | Calcutta Inde              | Bhoutan | 1-2      | Népal                    |
| 4 décembre 2009   | Dacca Bangladesh           | Bhoutan | 1-4      | Bangladesh               |
| 6 décembre 2009   | Dacca Bangladesh           | Bhoutan | 0-6      | Sri Lanka                |
| 8 décembre 2009   | Dacca Bangladesh           | Bhoutan | 0-7      | Pakistan                 |
| 17 mars 2011      | Pokhara Rangasala Népal    | Bhoutan | 0-1      | Népal                    |
| 19 mars 2011      | Pokhara Rangasala Népal    | Bhoutan | 1-2      | Népal                    |
| 23 mars 2011      | Gurgaon Inde               | Bhoutan | 0-3      | Afghanistan              |
| 25 mars 2011      | Gurgaon Inde               | Bhoutan | 0-2      | Afghanistan              |
| 3 décembre 2011   | New Delhi Inde             | Bhoutan | 0-3      | Sri Lanka                |
| 5 décembre 2011   | New Delhi Inde             | Bhoutan | 0-5      | Inde                     |
| 7 décembre 2011   | New Delhi Inde             | Bhoutan | 1-8      | Afghanistan              |
| 14 novembre 2012  | Bangkok Thailande          | Bhoutan | 0-5      | Thaïlande                |
| 2 septembre 2013  | Katmandou Népal            | Bhoutan | 0-3      | Afghanistan              |
| 4 septembre 2013  | Katmandou Népal            | Bhoutan | 2-8      | Maldives                 |
| 6 septembre 2013  | Katmandou Népal            | Bhoutan | 2-5      | Sri Lanka                |
| 12 mars 2015      | Colombo Sri Lanka          | Bhoutan | 1-0      | Sri Lanka                |
| 17 mars 2015      | Thimphou Bhoutan           | Bhoutan | 2-1      | Sri Lanka                |
| 11 juin 2015      | Hong Kong                  | Bhoutan | 0-7      | Hong Kong                |
| 16 juin 2015      | Thimphou Bhoutan           | Bhoutan | 0-6      | Chine                    |
| 20 août 2015      | Phnom Penh Cambodge        | Bhoutan | 0-2      | Cambodge                 |
| 3 septembre 2015  | Doha Qatar                 | Bhoutan | 0-15     | Qatar                    |
| 8 octobre 2015    | Thimphou Bhoutan           | Bhoutan | 3-4      | Maldives                 |
| 13 octobre 2015   | Thimphou Bhoutan           | Bhoutan | 0-1      | Hong Kong                |
| 12 novembre 2015  | Changsha Chine             | Bhoutan | 0-12     | Chine                    |
| 17 novembre 2015  | Thimphou Bhoutan           | Bhoutan | 0-3      | Qatar                    |
| 24 décembre 2015  | Kariavattom Inde           | Bhoutan | 1-3      | Maldives                 |
| 26 décembre 2015  | Kariavattom Inde           | Bhoutan | 0-3      | Afghanistan              |
| 28 décembre 2015  | Kariavattom Inde           | Bhoutan | 0-3      | Bangladesh               |
| 23 mars 2016      | Buriram Thaïlande          | Bhoutan | 0-6      | Buriram United           |
| 25 mars 2016      | Buriram Thaïlande          | Bhoutan | 0-9      | Buriram United           |
| 29 mars 2016      | Malé Maldives              | Bhoutan | 2-4      | Maldives                 |
| 13 août 2016      | Thimphou Bhoutan           | Bhoutan | 0-3      | Inde                     |
| 6 septembre 2016  | Dacca Bangladesh           | Bhoutan | 0-0      | Bangladesh               |
| 11 octobre 2016   | Thimphou Bhoutan           | Bhoutan | 3-1      | Bangladesh               |
| 22 mars 2017      | Chonburi Thaïlande         | Bhoutan | 1-3      | Chonburi                 |
| 24 mars 2017      | Chonburi Thaïlande         | Bhoutan | 5-0      | Chonburi                 |
| 28 mars 2017      | Mascate Oman               | Bhoutan | 0-14     | Oman                     |
| 13 juin 2017      | Thimphou Bhoutan           | Bhoutan | 0-2      | Maldives                 |
| 5 septembre 2017  | Thimphou Bhoutan           | Bhoutan | 0-2      | Palestine                |
| 10 octobre 2017   | Palestine                  | Bhoutan | 0-10     | Palestine                |
| 14 novembre 2017  | Thimphou Bhoutan           | Bhoutan | 2-4      | Oman                     |
| 27 mars 2018      | Malé Maldives              | Bhoutan | 0-7      | Maldives                 |
| 1er avril 2018    | Kuala Lumpur Malaisie      | Bhoutan | 0-7      | Malaisie                 |
| 4 septembre 2018  | Dacca Bangladesh           | Bhoutan | 0-2      | Bangladesh               |
| 6 septembre 2018  | Dacca Bangladesh           | Bhoutan | 0-4      | Népal                    |
| 8 septembre 2018  | Dacca Bangladesh           | Bhoutan | 0-3      | Pakistan                 |
| 6 juin 2019       | Thimphou Bhoutan           | Bhoutan | 1-0      | Guam                     |
| 11 juin 2019      | Dededo Guam                | Bhoutan | 0-5      | Guam                     |
| 29 septembre 2019 | Dacca Bangladesh           | Bhoutan | 1-4      | Bangladesh               |
| 3 octobre 2019    | Dacca Bangladesh           | Bhoutan | 0-2      | Bangladesh               |
| 25 mars 2023      | Katmandou Népal            | Bhoutan | 1-2      | Laos                     |
| 28 mars 2023      | Katmandou Népal            | Bhoutan | 1-1      | Népal                    |
| 22 juin 2023      | Bangalore Inde             | Bhoutan | 0-2      | Maldives                 |
| 25 juin 2023      | Bangalore Inde             | Bhoutan | 1-4      | Liban                    |
| 28 juin 2023      | Bangalore Inde             | Bhoutan | 1-3      | Bangladesh               |
| 6 septembre 2023  | Taipa Macao                | Bhoutan | 1-0      | Macao                    |
| 12 octobre 2023   | Hong Kong                  | Bhoutan | 0-4      | Hong Kong                |
| 17 octobre 2023   | Thimphou Bhoutan           | Bhoutan | 2-0      | Hong Kong                |
| 22 mars 2024      | Colombo Sri Lanka          | Bhoutan | 0-6      | Centrafrique             |
| 25 mars 2024      | Colombo Sri Lanka          | Bhoutan | 0-2      | Sri Lanka                |
| 5 septembre 2024  | Thimphou Bhoutan           | Bhoutan | 0-1      | Bangladesh               |
| 8 septembre 2024  | Thimphou Bhoutan           | Bhoutan | 1-0      | Bangladesh               |
| 25 mars 2025      | Thimphou Bhoutan           | Bhoutan | 0-0      | Yémen                    |
| 4 juin 2025       | Dacca Bangladesh           | Bhoutan | 0-2      | Bangladesh               |
| 10 juin 2025      | Bandar Seri Begawan Brunei | Bhoutan | 1-2      | Brunei                   |
| 9 octobre 2025    |                            | Bhoutan |          | Liban                    |
| 14 octobre 2025   | Thimphou Bhoutan           | Bhoutan |          | Liban                    |
| 18 novembre 2025  |                            | Bhoutan |          | Yémen                    |
| 31 mars 2026      | Thimphou Bhoutan           | Bhoutan |          | Brunei                   |

### Nations rencontrées
| Adversaire      | Joués | Victoires | Matchs nuls | Défaites | Buts pour | Buts contre |
| --------------- | ----- | --------- | ----------- | -------- | --------- | ----------- |
| Afghanistan     | 6     | 1         | 0           | 5        | 4         | 20          |
| Arabie saoudite | 2     | 0         | 0           | 2        | 0         | 10          |
| Bangladesh      | 19    | 2         | 2           | 15       | 8         | 43          |
| Brunei          | 3     | 0         | 2           | 1        | 2         | 3           |
| Cambodge        | 1     | 0         | 0           | 1        | 0         | 2           |
| Centrafrique    | 1     | 0         | 0           | 1        | 0         | 6           |
| Chine           | 2     | 0         | 0           | 2        | 0         | 18          |
| Guam            | 3     | 2         | 0           | 1        | 7         | 5           |
| Hong Kong       | 4     | 1         | 0           | 3        | 2         | 12          |
| Inde            | 6     | 0         | 0           | 6        | 1         | 19          |
| Indonésie       | 2     | 0         | 0           | 2        | 0         | 4           |
| Koweït          | 1     | 0         | 0           | 1        | 0         | 20          |
| Laos            | 1     | 0         | 0           | 1        | 1         | 2           |
| Liban           | 1     | 0         | 0           | 1        | 1         | 4           |
| Macao           | 1     | 1         | 0           | 0        | 1         | 0           |
| Malaisie        | 1     | 0         | 0           | 1        | 0         | 7           |
| Maldives        | 10    | 0         | 0           | 10       | 8         | 42          |
| Mongolie        | 1     | 0         | 1           | 0        | 0         | 0           |
| Montserrat      | 1     | 1         | 0           | 0        | 4         | 0           |
| Népal           | 15    | 0         | 1           | 14       | 7         | 46          |
| Oman            | 2     | 0         | 0           | 2        | 2         | 18          |
| Pakistan        | 3     | 0         | 0           | 3        | 1         | 12          |
| Palestine       | 2     | 0         | 0           | 2        | 0         | 12          |
| Philippines     | 2     | 0         | 0           | 2        | 0         | 4           |
| Qatar           | 2     | 0         | 0           | 2        | 0         | 18          |
| Sri Lanka       | 8     | 2         | 0           | 6        | 5         | 20          |
| Tadjikistan     | 1     | 0         | 0           | 1        | 1         | 3           |
| Thaïlande       | 1     | 0         | 0           | 1        | 0         | 5           |
| Turkménistan    | 2     | 0         | 0           | 2        | 0         | 15          |
| Yémen           | 4     | 0         | 1           | 3        | 2         | 23          |
| Total           | 108   | 10        | 7           | 91       | 57        | 393         |

## Matchs non-officiels
| Adversaire               | Joués | Victoires | Matchs nuls | Défaites | Buts pour | Buts contre |
| ------------------------ | ----- | --------- | ----------- | -------- | --------- | ----------- |
| Tibet                    | 2     | 1         | 1           | 0        | 5         | 2           |
| Buriram United           | 2     | 0         | 0           | 2        | 0         | 15          |
| Chonburi                 | 2     | 1         | 0           | 1        | 6         | 3           |
| Îles Marshall            | 1     | 1         | 0           | 0        | 2         | 0           |
| Équipe Militaire Kunming | 1     | 0         | 0           | 1        | 1         | 3           |
| Guangzhou                | 1     | 0         | 0           | 1        | 1         | 6           |
| Népal Red                | 1     | 0         | 0           | 1        | 0         | 1           |
| Népal Youth              | 1     | 0         | 1           | 0        | 0         | 0           |
| Soongsil Université      | 1     | 0         | 0           | 1        | 0         | 6           |
| Hong Kong Gurkhas        | 1     | 0         | 1           | 0        | 0         | 0           |
| Total                    | 12    | 2         | 3           | 7        | 13        | 36          |

## Les 20 meilleurs buteurs
| Rang | Joueur            | Buts | Sél. | Première sélection | Dernière sélection |
| ---- | ----------------- | ---- | ---- | ------------------ | ------------------ |
| 1    | Chencho Gyeltshen | 13   | 46   | 2011               | 20..               |
| 2    | Tshering Dorji    | 5    | 16   | 2011               | 20..               |
| 3    | Passang Tshering  | 5    | 23   | 20..               | 20..               |
| 3    | Wangyel Dorji     | 5    | 20   | 2000               | 2013               |
| 5    | Yeshey Gyeltshen  | 2    | 6    | 2005               | 20..               |
| 5    | Nawang Dhendup    | 2    | 10   | 2005               | 20..               |
| 5    | Dinesh Chhetri    | 2    | 8    | 2003               | 2008               |
| 5    | Chencho Nio       | 2    | 12   | 2009               | 20..               |
| 5    | Khare Basnet      | 2    | 2    | 1987               | 1987               |
| 10   | Sonam Tenzin      | 1    | 11   | 2005               | 20..               |
| 10   | Chencho Nio       | 1    | 8    | 2008               | 2015               |
| 10   | Sar Ogissen       | 1    | 4    | 2000               | 2000               |
| 10   | Won Dei           | 1    | 4    | 2000               | 2000               |
| 10   | Nima Sangay       | 1    | 12   | 2005               | 20..               |
| 10   | Pema Chophel      | 1    | 10   | 2003               | 20..               |
| 10   | Yeshey Nedup      | 1    | 12   | 2003               | 2003               |
| 10   | Bikash Pradhan    | 1    | 3    | 2005               | 2005               |
| 10   | Yeshey Dorji      | 1    | 8    | 2008               | 2015               |
| 10   | Biran Basnet      | 1    | 4    | 2012               | 20..               |
| 10   | Kinley Dorji      | 1    | 11   | 2008               | 2011               |
| 10   | Karma Shedrup     | 1    | 5    | 2008               |                    |

## Sélectionneurs de l'équipe du Bhoutan depuis 2000
Mis à jour le 11 juin 2025.
| Sélectionneur     | Période   | Matchs | Gagnés | Nuls | Perdus | Gagnés % |
| ----------------- | --------- | ------ | ------ | ---- | ------ | -------- |
| Kang Byung-Chan   | 2000-2002 | 5      | 0      | 0    | 5      | 0        |
| Yoo Kee-Heung     | 2002      | 0      | 0      | 0    | 0      | 0        |
| Arie Schans       | 2002-2003 | 3      | 1      | 0    | 2      | 33,33    |
| Henk Walk         | 2003      | 3      | 0      | 0    | 3      | 0        |
| Khare Basnet      | 2003-2008 | 17     | 3      | 3    | 11     | 17,65    |
| Koji Gyotoku      | 2008-2010 | 14     | 1      | 2    | 11     | 7,14     |
| Hiroaki Matsuyama | 2010-2012 | 7      | 0      | 0    | 7      | 0        |
| Kazunori Ohara    | 2012-2014 | 4      | 0      | 0    | 4      | 0        |
| Chokey Nima       | 2015      | 2      | 2      | 0    | 0      | 100      |
| Norio Tsukitate   | 2015      | 6      | 0      | 0    | 6      | 0        |
| Pema Dorji        | 2015-2016 | 8      | 0      | 1    | 7      | 0        |
| Torsten Spittler  | 2016-2017 | 5      | 1      | 0    | 4      | 20       |
| Pema Dorji        | 2017-2018 | 1      | 0      | 0    | 1      | 0        |
| Trevor Morgan     | 2018      | 5      | 0      | 0    | 5      | 0        |
| Pema Dorji        | 2019-2023 | 12     | 3      | 1    | 8      | 25       |
| Kim Tae-in        | 2024      | 2      | 0      | 0    | 2      | 0        |
| Atsushi Nakamura  | 2024-     | 5      | 1      | 1    | 3      | 20       |

1. 1 2 3  Sélectionneur par intérim.

De 1982 à 1999 c'est le comité FBF qui s'occupe de la sélection, sur les 16 rencontres 13 se termine par une défaite, deux nuls est une victoire.

## Sélection actuelle
Sélections et buts mis à jour le 13 juin 2024
| Sélectionneur | Sélectionneur      | Atsushi Nakamura  | Atsushi Nakamura  | Atsushi Nakamura |
| N°            | Nom                | Date de naissance | Sélections (buts) | Club             |
| Gardiens      |                    |                   |                   |                  |
| 1             | Tobgay De Gea      | 29 septembre 1998 | 0 (0)             | Non communiqué   |
| 23            | Gyeltshen Zangpo   | 6 juillet 1998    | 1 (0)             | Paro             |
|               | Hari Gurung        | 18 février 1992   | 26 (0)            | Transport United |
| Défenseurs    |                    |                   |                   |                  |
| 2             | Karma Chetrim      | 20 février 2003   | 0 (0)             | Paro             |
| 3             | Kinley Gyeltshen   | 20 juillet 2001   | 0 (0)             | Druk Lhayul      |
| 6             | Tenzin Norbu       | 8 mai 2001        | 5 (0)             | Thimpu City      |
| 8             | Chimi Tshewang     | 15 avril 2000     | 2 (0)             | Paro             |
| 16            | Nima Wangdi        | 6 décembre 1998   | 18 (0)            | Thimpu City      |
| 20            | Tenzin Dorji       | 18 août 1997      | 13 (0)            | Transport United |
|               | Phuntsho Jigme     | 11 septembre 1997 | 6 (0)             | Thimpu City      |
|               | Nima Tshering      | 7 mars 1998       | 1 (0)             | Paro             |
|               | Jigdrel Wangchuk   | 12 septembre 2002 | 0 (0)             | Transport United |
| Milieux       |                    |                   |                   |                  |
| 4             | Lobzang Chogyal    | 22 septembre 1996 | 2 (1)             | Paro             |
| 7             | Tshelthrim Namgyel | 1er juillet 2002  | 5 (0)             | Paro             |
| 9             | Orgyen Tshering    | 14 septembre 1999 | 4 (0)             | Thimpu City      |
| 10            | Pema Dhendup       | 26 février 2001   | 0 (0)             | Transport United |
| 11            | Dawa Tshering      | 21 août 1998      | 4 (0)             | Thimpu City      |
| Attaquants    |                    |                   |                   |                  |
| 5             | Dorji              | 11 novembre 1995  | 7 (0)             | Thimpu City      |
| 14            | Tsenda Dorji       | 12 février 1995   | 6 (1)             | Transport United |
| 17            | Bikash Pradhan     | 21 janvier 2004   | 0 (0)             | Non communiqué   |
| 21            | Phub Thinley       | 11 octobre 1997   | 2 (0)             | Paro             |
|               | Phurpa Wangchuk    | 18 février 1996   | 1 (0)             | Paro             |
|               | Sherub Dorji       | 17 avril 2002     | 5 (0)             | Thimpu City      |
|               | Chencho Gyeltshen  | 10 mai 1996       | 46 (13)           | Sriwijaya        |
|               | Karma Sonam        | 8 août 2001       | 4 (0)             | Royal College    |
|               | Kinga Wangchuk     | 19 septembre 2002 | 5 (0)             | Paro             |